# アレクサンドレッタの戦い
アレクサンドレッタの戦い（アレクサンドレッタのたたかい、英: Battle of Alexandretta）は、シリアにおけるビザンツ帝国（東ローマ帝国）とファーティマ朝の最初の衝突となった戦闘である。
戦闘はビザンツ帝国が969年に占領したアンティオキアをファーティマ朝の主力軍が包囲する最中にあった971年初頭にアレクサンドレッタ（現代のトルコ領イスケンデルン）近郊で発生した。ビザンツ皇帝ヨハネス1世ツィミスケスの家中の宦官の一人が率いるビザンツ軍が、4,000人のファーティマ朝の分遣隊を空となった自軍の野営地へ攻撃させるためにおびき出し、その後、野営地で略奪を始めた分遣隊へ四方から奇襲攻撃を加えて部隊を壊滅させた。ファーティマ朝はアレクサンドレッタでの敗北に加えてシリア南部でカルマト派による侵攻を受けたことからアンティオキアへの包囲の解除を余儀なくされ、ビザンツ帝国がアンティオキアとシリア北部の支配を確保することになった。

## 背景
969年10月28日に将軍のミカエル・ブルツェスが率いるビザンツ帝国軍によってアンティオキアが陥落した。このシリア北部の大都市の陥落後、程なくしてビザンツ帝国とアレッポのハムダーン朝の間で条約が結ばれ、アレッポはビザンツ帝国の従属下に置かれた。さらにはキリキアとジャズィーラに位置するかつてのアッバース朝の国境地帯であるスグールの全域と、タラーブルス、アルカ、およびシャイザールの周辺にまで至る地中海とオロンテス川に挟まれたシリア北部の沿岸地帯がビザンツ帝国に割譲された。しかしながら、獲得した地域に対する当初のビザンツ帝国の支配は形式的なものに過ぎず、969年12月のビザンツ皇帝ニケフォロス2世フォカス（在位：963年 - 969年）の暗殺事件はこれらの地域における帝国の利権の喪失につながる恐れがあった。
さらに遠い南方では、イフリーキヤを本拠地とするファーティマ朝の軍隊がジャウハル・アッ＝スィキッリーの指揮の下でイフシード朝が支配するエジプトを征服したばかりであった。ジハードの情熱に取り憑かれ、自らの支配の正当化を目指したファーティマ朝は、公正な統治を取り戻すという新たに征服した地域に向けたプロパガンダの重要な道具として、アンティオキアへのビザンツ帝国の進出と「異教徒」の脅威を利用した。アンティオキア陥落の知らせは、ジャウハルがパレスチナへ侵攻するためにジャアファル・ブン・ファッラーフを派遣させる動機となった。パレスチナでジャアファルはアル＝ハサン・ブン・ウバイドゥッラー・ブン・トゥグジュの下に集結していた最後のイフシード朝の残存勢力を打ち破り、970年5月のラムラの占領に続いて11月にはダマスクスも占領した。 

## アンティオキアの包囲とアレクサンドレッタの戦い
ジャアファルはダマスクスを占領するとすぐに公約に掲げていたビザンツ帝国に対するジハードを実行に移し、自身のギルマーン（奴隷兵の集団）の一人であるフトゥフ（「勝利」の意）に指揮を委ねた。なお、15世紀のイエメンの歴史家のイドリース・イマードゥッディーンは、著作の『ウユーン・アル＝アフバール』の中で、指揮官としてアフー・ムスリムの名を挙げている。フトゥフはベルベル人のクターマ族による大軍を編成し、パレスチナとシリア南部における徴兵で軍を強化すると、970年12月にアンティオキアの包囲を開始した。ビザンツ帝国の歴史家のゲオルギオス・ケドレノスは、ファーティマ朝軍の規模は100,000人であったと明らかに誇張された数字を残しているが、イドリース・イマードゥッディーンは20,000人と記録している。
ファーティマ朝の軍隊は都市を包囲したものの、アンティオキアの住民は激しい抵抗を示した。14世紀の歴史家のアブー・バクル・ブン・アッ＝ダワーダーリーは、恐らくジャアファルはシリア南部で徴兵された部隊を「次から次へと」援軍として送らざるを得なかったと説明している。15世紀のエジプトの歴史家のアル＝マクリーズィーは、この説明の続きとして、ジャアファルが4,000人の兵士を充てたこれらの追加の部隊によって都市に向かう隊商を阻止し、都市の補給を完全に遮断することが可能になったと記している。
その一方で、ニケフォロス2世フォカスの殺害者でその後継者であるヨハネス1世ツィミスケス（在位：969年 - 976年）は、より脅威であったルーシのスヴャトスラフ1世（在位：945年 - 972年）によるバルカン半島への侵攻が発生していたために、自ら東部へ軍事介入に向かうことができなかった。このため、ヨハネス1世は都市を支援するために家中で信頼を置いていた宦官、同時代の聖職者で歴史家のレオン・ディアコノスによれば、戦闘経験を持つパトリキオスであるニコラスが指揮する小規模な軍隊を派遣した。
その間にアンティオキアに対する包囲は成果もないまま冬から春にかけて5か月間続いていた。包囲中のある時点でファーティマ朝の分遣隊 — アブー・バクル・ブン・アッ＝ダワーダーリーによれば、アラスという名のベルベル人の族長とタルソスの以前のアミールであるイブン・アッ＝ザイヤートが率いる4,000人の部隊 — が、ビザンツ軍の救援部隊が野営していたアレクサンドレッタに向けて北へ移動した。ファーティマ朝の部隊の接近を知ったニコラスは野営地から部隊を退去させて伏兵を置いた。敵の野営地が放棄されているのを発見したファーティマ朝の部隊は何の注意も払わずに略奪を始めた。その瞬間にニコラスがあらゆる方角から奇襲攻撃を仕掛け、ファーティマ朝の部隊は壊滅した。イスラーム教徒の部隊のほとんどの者が殺害されたが、アラスとイブン・アッ＝ザイヤートはどうにか逃げ延びることに成功した。
アレクサンドレッタでの敗北はファーティマ朝の軍隊の士気に大きな打撃を与えた。東アラビアで興ったイスマーイール派の過激な分派であるカルマト派のダマスクスに対する進軍の知らせも重なり、ジャアファルは971年7月初旬にアンティオキアへの包囲を解いて撤退するようにフトゥフに命じた。軍隊はダマスクスへ戻り、そこから個々の部隊がそれぞれの出身地へ分かれて行った。

## 戦闘の余波
地中海東部における主要な二つの勢力間の最初の衝突は、ビザンツ帝国の勝利に終わった。ビザンツ帝国はシリア北部における立場を強化し、一方でファーティマ朝は人的資源の損失に加えて士気と評判の両方で傷を負った。歴史家のポール・ウォーカーが記しているように、ジャアファルが「アレクサンドレッタで失われた軍隊と名声を維持していたならばカルマト派の襲撃に対抗できたかもしれず、地元の各地の部隊を分散させていなければ助けを得られたかもしれない」。結局、ジャアファルはカルマト派とカルマト派に同調したアラブのベドウィン部族に抵抗することができなかった。砂漠でベドウィンと対峙するという致命的な選択を犯したジャアファルは、971年8月の戦闘で敗れて戦死した。
この敗北はシリア南部とパレスチナにおけるファーティマ朝の支配のほぼ完全な崩壊とカルマト派のエジプトへの侵攻につながった。しかし、ファーティマ朝はエジプトの首府であるフスタートの前で勝利を収め、最終的にカルマト派をシリアから追い出し、この制御が難しい地域に対する支配を回復することに成功した。一方でビザンツ帝国は、974年から975年にかけて行われたヨハネス1世ツィミスケスが直接率いた大規模な軍事遠征まで行動を起こさなかった。ヨハネス1世はイスラーム教徒が支配する土地の奥深くまで侵入し、エルサレムを奪うと威嚇さえした。しかし、ヨハネス1世は976年1月に死去し、ファーティマ朝はビザンツ帝国による危機から脱することになった。その後、ビザンツ帝国がアンティオキア周辺のシリア北部の支配地を大きく超えて進出を試みることは二度となかった。